# Oczeretyne (rejon pokrowski)
Oczeretyne (ukr. Очеретине) – osiedle typu miejskiego na Ukrainie, w obwodzie donieckim, w rejonie pokrowskim. W 2001 liczyło 4068 mieszkańców, spośród których 1817 posługiwało się językiem ukraińskim, 2218 rosyjskim, 1 rumuńskim, 2 białoruskim, 10 ormiańskim, 9 romskim, 1 polskim, 3 niemieckim, a 7 innym. W kwietniu 2024 Oczeretyne zostało całkowicie zniszczone i okupowane przez siły rosyjskie.